# Gare d'Isogo
La gare d'Isogo (磯子駅, Isogo-eki) est une gare ferroviaire de la ville de Yokohama, dans la préfecture de Kanagawa au Japon. La gare est exploitée par la compagnie JR East.

## Situation ferroviaire
La gare est située au point kilométrique (PK) 9,5 de la ligne Negishi.

## Histoire
La gare d'Isogo a été inaugurée le 19 mai 1964.

## Service des voyageurs

### Accueil
La gare dispose d'un bâtiment voyageurs, avec guichets, ouvert tous les jours.

### Desserte
- Ligne Negishi :
  - voie 1 : direction Ōfuna
  - voie 2 : direction Yokohama (interconnexion avec la ligne Keihin-Tōhoku pour Tokyo et Ōmiya)